# Résolution 404 du Conseil de sécurité des Nations unies
Membres permanents
- Chine
- États-Unis
- France
- Royaume-Uni
- URSS

Membres non permanents
- Allemagne de l'Ouest
- Bénin
- Canada
- Inde
- Libye
- Mauritanie
- Pakistan
- Panama
- Roumanie
- Venezuela

Résolution no 403 Résolution no 405
La résolution 404 du Conseil de sécurité des Nations unies est adoptée le 8 février 1977. 
Après avoir entendu le représentant du Bénin, le Conseil réaffirme que les États doivent s'abstenir de menaces et de recours à la force dans leurs relations internationales et décide de créer une mission spéciale composée de trois membres du Conseil pour enquêter sur les événements du 16 janvier 1977 contre le pays. Les conclusions du rapport de la Mission spéciale sont examinées dans la résolution 405.
L'incident est porté à l'attention du Conseil par la république populaire du Bénin le 26 janvier 1977, après que des mercenaires étrangers aient attaqué l'aéroport et la ville de Cotonou, mais aient ensuite été contraints de battre en retraite.
Aucun détail n'est donné sur le vote, si ce n'est qu'il est adopté « par consensus ».